# Обикновен тюлен
Обикновените тюлени (Phoca vitulina) са вид едри бозайници от семейство Същински тюлени (Phocidae).

## Описание
Обикновените тюлени имат уникално разположени петна, които са или тъмни на светъл фон, или светли на тъмен фон. Те варират на цвят от кафеникаво черни до бежови или сиви. Коремната част по принцип е по-светла. Тялото и плавниците са къси, а главата е кръгла. Ноздрите изглеждат V-образни. Както и при останалите Същински тюлени, обикновените тюлени нямат ушна мида (външно ухо). Ушен канал може да се види зад окото. Възрастните могат да достигнат дължина 1,85 m и тегло от 55 – 168 kg. Като цяло, женските са по-малки от мъжките.

## Разпространение и местообитание
Разпространени са по крайбрежието на северните части на Атлантическия и Тихия океан.

## Популация
Съществуват около 350 – 500 хиляди обикновени тюлени по света. Докато световната им популация не е застрашена като цяло, популациите на Гренландия, Хокайдо и Балтийско море са изключения. Местните популации са намалени или елиминирани от болести (особено Phocine morbillivirus) и от лова на хората. Убиването на тюлени, които застрашават рибарници, се счита за законно във Великобритания, Норвегия и Канада, но ловът с търговски цели е забранен. Понякога, тюлени се улавят неволно от дънните рибарски мрежи. Така например, в Норвегия неволното им улавяне е причина за 48% от смъртността при новородените тюленчета.

## Хранене
Хранят се главно с риба, по-рядко с мекотели и ракообразни.

## Размножаване
Обикновените тюлени се размножават върху крайбрежни форми, образувани по време на отлив. При тези условия новородените трябва да могат да плуват в рамките на няколко часа след раждането. За разлика от други тюлени, които раждат върху лед, малките на крайбрежните форми се раждат, губейки бялата си ембрионална козина в последните дни от развитието на утробата.
Половата зрялост при мъжките екземпляри настъпва между 4 и 7 години, а при женските – между 3 и 6 години.